# Saxifraga felineri
Saxifraga felineri är en stenbräckeväxtart som beskrevs av P. Vargas. Saxifraga felineri ingår i Bräckesläktet som ingår i familjen stenbräckeväxter. Inga underarter finns listade i Catalogue of Life.